# Kabbinahalli, Alur
Kabbinahalli là một làng thuộc tehsil Alur, huyện Hassan, bang Karnataka, Ấn Độ.